# Sáráhkka
Sáráhkka, var en samisk kvinnoförening, bildad 1988 och nedlagd 2004. 
Den bildades av samekvinnor från Norge, Sverige, Finland och Ryssland. Den fick sitt namn efter Sarahkka, en gudinna ur samisk shamanism. 
Den har kallats för en nystart av den samiska kvinnorörelsen och feminismen, som uppkom med bildandet av Brurskankens samiske kvindeforening 1910 men sedan utslocknade 1931 för att inte organiseras igen förrän 1988. 
Det var en feministisk förening med syftet att verka för samiska kvinnors intressen. 